# 하시모토 겐이치
하시모토 겐이치(일본어: 橋本 研一, 1975년 4월 16일~)는 일본의 축구 선수이다.

## 구단 경력
1994년 J1리그의 가시마 앤틀러스에 입단했다. 1996년까지 27경기에 출전하여, 3득점을 넣었다. 1997년 요코하마 마리노스로 이적했다. 1998년부터 1999년까지 도쿄 Fulie와 요코하마 FC에서 뛰었다. 1999년후 현역 은퇴.